# Chamagnieu
Chamagnieu est une commune française située dans le département de l'Isère, en région Auvergne-Rhône-Alpes.
Historiquement rattachée à la province royale du Dauphiné, la commune est adhérente, depuis 2017, à la communauté de communes Les Balcons du Dauphiné. Ses habitants sont dénommés les Chamagnolands ou Chamagnolans.

## Géographie

### Situation et description
Positionné dans la partie nord-ouest du département de l'Isère, Chamagnieu est situé à 15 km de Bourgoin-Jallieu, et environ 35 km du centre de Lyon.

### Géologie
Elle est située en bordure sud-ouest de l'Isle-Crémieu et présente une particularité géologique : ses collines calcaires, limites méridionales du Jura, tombent sur la plaine fertile de la Bourbre (ancien marais asséché). Elle se situe sur une trainée du carbonifère supérieur qui commence à Givors reposant sur un socle cristallin peu profond lié au massif central. Elle présente une curiosité géologique : une des collines est un petit massif granitique, remontée de ce socle du miocène.
Ce massif granitique a fait l'objet d'une exploitation jusqu'à la fin du XXe siècle. L'ancienne carrière de granit, bénéficiant d'une remontée de la nappe, présente un petit plan d'eau très profond, site actuel d'un centre de plongée.

### Communes limitrophes
| Colombier-Saugnieu (Rhône) | Tignieu-Jameyzieu | Villemoirieu, Chozeau |
| Satolas-et-Bonce           | Chamagnieu        | Panossas              |
| Saint-Quentin-Fallavier    |                   | Frontonas             |

### Climat
Pour des articles plus généraux, voir Climat d'Auvergne-Rhône-Alpes et Climat de l'Isère.
En 2010, le climat de la commune est de type climat océanique altéré, selon une étude du Centre national de la recherche scientifique s'appuyant sur une série de données couvrant la période 1971-2000. En 2020, Météo-France publie une typologie des climats de la France métropolitaine dans laquelle la commune est exposée à un climat de montagne ou de marges de montagne et est dans une zone de transition entre les régions climatiques « Bourgogne, vallée de la Saône » et « Moyenne vallée du Rhône ».
Pour la période 1971-2000, la température annuelle moyenne est de 11,8 °C, avec une amplitude thermique annuelle de 18,2 °C. Le cumul annuel moyen de précipitations est de 998 mm, avec 9,8 jours de précipitations en janvier et 6,8 jours en juillet. Pour la période 1991-2020, la température moyenne annuelle observée sur la station météorologique de Météo-France la plus proche, « Lyon-Saint-Exupery », sur la commune de Colombier-Saugnieu à 5 km à vol d'oiseau, est de 12,8 °C et le cumul annuel moyen de précipitations est de 862,5 mm,. Pour l'avenir, les paramètres climatiques de la commune estimés pour 2050 selon différents scénarios d'émission de gaz à effet de serre sont consultables sur un site dédié publié par Météo-France en novembre 2022.

### Hydrographie
Le territoire communal est bordé dans sa partie occidentale par la Bourbre, un modeste affluent canalisé et qui rejoint le Rhône (sur sa rive gauche) quelques kilomètres au nord, au niveau du territoire de Chavanoz. Cette rivière, dont le cours est de 72,2 km, sépare la commune du territoire de Satolas-et-Bonce.

### Voies de communication et transports
La route départementale 75 (RD75) qui relie Crémieu (carrefour du Buisson Rond) à Pont-Évêque (banlieue de Vienne) traverse le territoire communal selon un axe nord-est - sud-ouest.

## Urbanisme

### Typologie
Au 1er janvier 2024, Chamagnieu est catégorisée bourg rural, selon la nouvelle grille communale de densité à sept niveaux définie par l'Insee en 2022.
Elle est située hors unité urbaine. Par ailleurs la commune fait partie de l'aire d'attraction de Lyon, dont elle est une commune de la couronne,. Cette aire, qui regroupe 397 communes, est catégorisée dans les aires de 700 000 habitants ou plus (hors Paris),.

### Occupation des sols
L'occupation des sols de la commune, telle qu'elle ressort de la base de données européenne d’occupation biophysique des sols Corine Land Cover (CLC), est marquée par l'importance des territoires agricoles (76,8 % en 2018), en diminution par rapport à 1990 (78,6 %). La répartition détaillée en 2018 est la suivante : 
terres arables (66,3 %), forêts (15,4 %), zones urbanisées (7,8 %), zones agricoles hétérogènes (7,6 %), prairies (2,9 %). L'évolution de l’occupation des sols de la commune et de ses infrastructures peut être observée sur les différentes représentations cartographiques du territoire : la carte de Cassini (XVIIIe siècle), la carte d'état-major (1820-1866) et les cartes ou photos aériennes de l'IGN pour la période actuelle (1950 à aujourd'hui).

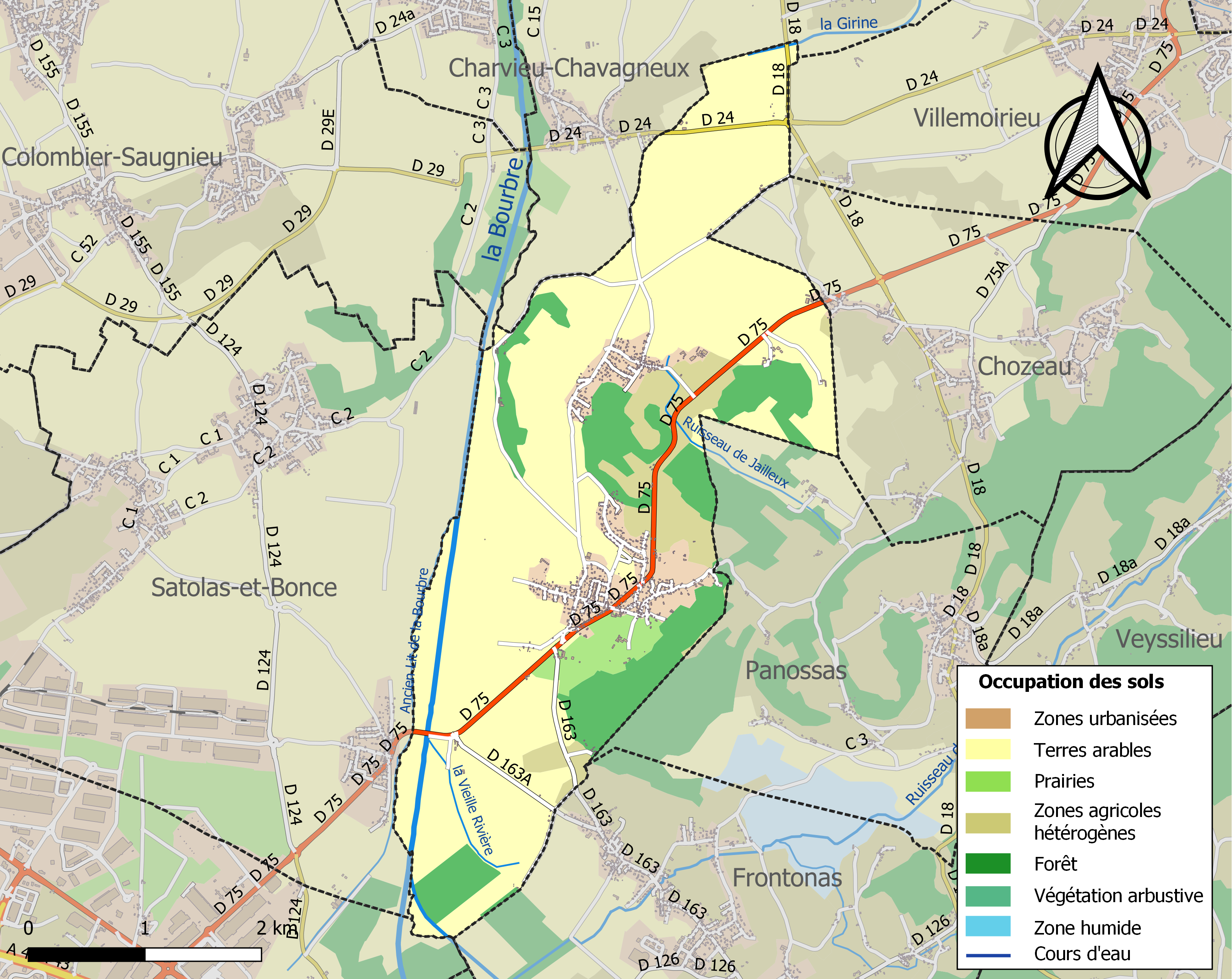
Carte des infrastructures et de l'occupation des sols de la commune en 2018 (CLC).

### Les hameaux

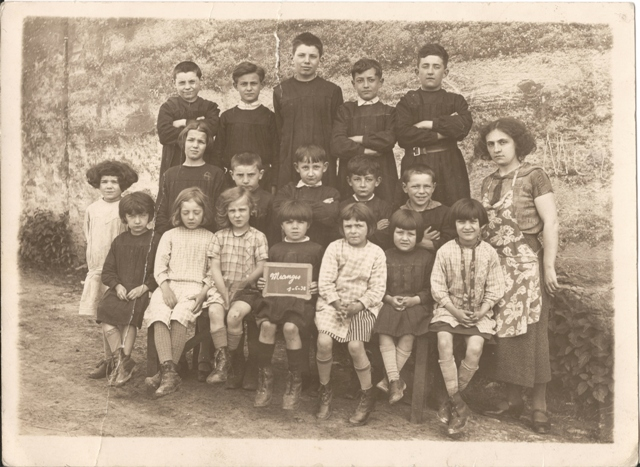
Photo de la classe de l'école primaire du hameau de Mianges, Commune de Chamagnieu en 1932. L'institutrice est Adrienne Micolon.

- Hameau de Mianges

Situé au nord de la commune, le hameau de Mianges est situé au centre d'un territoire agricole. Jusqu'à la fin des années 1960, l'épicerie café du hameau était tenu par Eugénie Palet.

### Risques naturels et technologiques

#### Risques sismiques
L'ensemble du territoire de la commune de Chamagnieu est situé en zone de sismicité n°3 (sur une échelle de 1 à 5), comme la plupart des communes de son secteur géographique.
| Type de zone | Niveau            | Définitions (bâtiment à risque normal) |
| ------------ | ----------------- | -------------------------------------- |
| Zone 3       | Sismicité modérée | accélération = 1,1 m/s2                |

## Toponymie
Le nom de la localité est attesté sous la forme latinisée Chamagniacum au XIVe siècle.
Il s'agit d'une formation toponymique gauloise ou gallo-romane en -(i)acum (forme latinisée du suffixe celtique continental -acon), suffixe locatif à l'origine, devenu également un élément marquant la propriété. La forme prise par ce suffixe dans domaine franco-provençal aboutit généralement à la terminaison -ieu, alors qu'ailleurs, c'est plutôt -(e)y / -(a)y (ou -ac dans le domaine d'oc).
La forme originelle devait être du type *Camaniacon > *Camaniacu[m]. L'évolution du groupe initial /ca/ en /(t)cha/ marque la palatalisation caractéristique des langues d'oïl et franco-provençales. Généralement, le premier élément représente un anthroponyme. Albert Dauzat croit y reconnaître un hypothétique nom de personne gallo-romain *Camanius, variante du nom gaulois Camius (autrement Camios) bien attesté.
Le sens global est donc celui de « propriété, domaine de Camanius ». Le même nom d'homme semble se retrouver dans Chamagne (Vosges, Chemania 1174) sous-entendu villa « domaine rural », de même sens donc.
Le buclet : rue de Chamagnieu et hameau de Mianges sur la colline du même nom. Tient son nom de Buclos, de "bu" = bois + "clos" = clôture. C'est le bois clos.[réf. nécessaire]

## Histoire

### Préhistoire et Antiquité
Chamagnieu est situé dans un périmètre riche en pierre à cupules (Satollas et Bons, Saint Laurent, Chozeau, Saint Quentin, Panossas) occupé dès la préhistoire, ce qu'atteste la découverte à Chamagnieu d'un couteau a rivet du bronze ancien, -1300. Des traces plus récentes remontent à l'antiquité, avec la présence d'une villa romaine (traces visibles sous le terrain de foot)

## Politique et administration

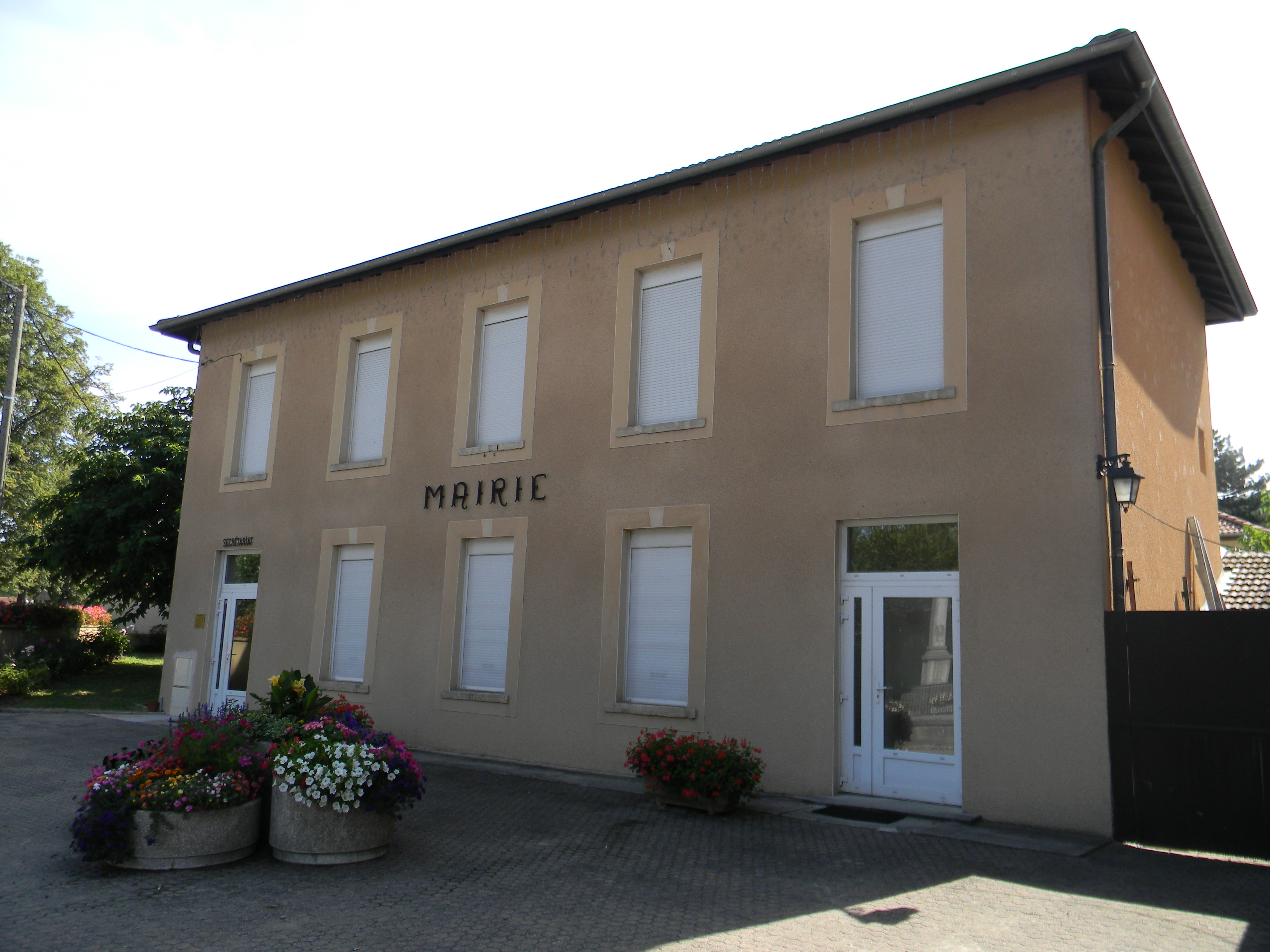
Hôtel de ville de Chamagnieu

### Liste des maires
| Période                                  | Période      | Identité               | Étiquette | Qualité       |
| ---------------------------------------- | ------------ | ---------------------- | --------- | ------------- |
| avant 1981                               | ?            | Michel Brunet-Lecomte  |           |               |
| avant 1995                               | ?            | Gilles Brunet-Lecomte  | DVD       |               |
| mars 2001                                | mars 2008    | Yves Reinhard          | -         | -             |
| mars 2008                                | octobre 2010 | Henri-Paul Coursimault | -         | -             |
| décembre 2010                            | En cours     | Jean-Yves Cado         | SE        | Fonctionnaire |
| Les données manquantes sont à compléter. |              |                        |           |               |

## Population et société

### Démographie
L'évolution du nombre d'habitants est connue à travers les recensements de la population effectués dans la commune depuis 1793. Pour les communes de moins de 10 000 habitants, une enquête de recensement portant sur toute la population est réalisée tous les cinq ans, les populations de référence des années intermédiaires étant quant à elles estimées par interpolation ou extrapolation. Pour la commune, le premier recensement exhaustif entrant dans le cadre du nouveau dispositif a été réalisé en 2006.

En 2022, la commune comptait 1 775 habitants, en évolution de +7,51 % par rapport à 2016 (Isère : +3,07 %, France hors Mayotte : +2,11 %).
| 1793 | 1800 | 1806 | 1821 | 1831 | 1836 | 1841 | 1846 | 1851 |
| ---- | ---- | ---- | ---- | ---- | ---- | ---- | ---- | ---- |
| 408  | 403  | 437  | 514  | 555  | 555  | 601  | 648  | 665  |

| 1856 | 1861 | 1866 | 1872 | 1876 | 1881 | 1886 | 1891 | 1896 |
| ---- | ---- | ---- | ---- | ---- | ---- | ---- | ---- | ---- |
| 639  | 629  | 612  | 600  | 621  | 570  | 572  | 566  | 514  |

| 1901 | 1906 | 1911 | 1921 | 1926 | 1931 | 1936 | 1946 | 1954 |
| ---- | ---- | ---- | ---- | ---- | ---- | ---- | ---- | ---- |
| 479  | 433  | 430  | 406  | 435  | 405  | 474  | 540  | 571  |

| 1962 | 1968 | 1975 | 1982 | 1990  | 1999  | 2006  | 2011  | 2016  |
| ---- | ---- | ---- | ---- | ----- | ----- | ----- | ----- | ----- |
| 404  | 432  | 514  | 817  | 1 010 | 1 180 | 1 437 | 1 481 | 1 651 |

| 2021  | 2022  | - | - | - | - | - | - | - |
| ----- | ----- | - | - | - | - | - | - | - |
| 1 753 | 1 775 | - | - | - | - | - | - | - |

### Enseignement
La commune est rattachée à l'académie de Grenoble.

### Médias
Historiquement, le quotidien à grand tirage Le Dauphiné libéré consacre, chaque jour, y compris le dimanche, dans son édition du Nord-Isère, un ou plusieurs articles à l'actualité de la communauté de communes, ainsi que des informations sur les éventuelles manifestations locales, les travaux routiers, et autres événements divers à caractère local.
Un bulletin communal est distribué régulièrement aux résidents de la commune.
La commune est située sur l'aire de diffusion de radio Ici Isère, une radio publique qui émet sur tout le territoire du département de l'Isère.

### Cultes
La communauté catholique et l'église de Chamagnieu (propriété de la commune) sont desservies par la paroisse catholique de Saint-martin de l'Isle Crémieu (relais de la Vallée) qui elle-même est rattachée au diocèse de Grenoble-Vienne.

## Culture locale et patrimoine

### Lieux et monuments

#### Château de Chamagnieu
La maison forte (ou château) de Chamagnieu, située sur les hauteurs de village, remonte sans doute à la fin du XIIIe ou au début du XIVe siècle, date à laquelle elle appartient à la famille Aynard. En 1313 elle est à la tête d'une châtellenie. Très remanié au XIXe siècle par la famille Yon de Jonage, il a été racheté en 1929 par la commune de Villeurbanne.

#### Maison forte de Bourcieu
La maison forte de Bourcieu, construite aux XIVe et XVIe siècles pour la famille de Bourcieu, conserve un tour ronde d'origine. Elle est mentionnée pour la première fois en 1338.

#### Maison forte de Bellegarde
La maison forte de Bellegarde est mentionnée pour la première fois dans un acte de 1299.

#### Autres monuments
- Chapelle Saint-Clair au hameau de Mianges (dont elle est l'ancienne église paroissiale)[28].
- Église paroissiale Saint-Christophe du XIXe siècle (clocher-mur, 1844 par Hugues Quenin[29], rénovée en 1999)

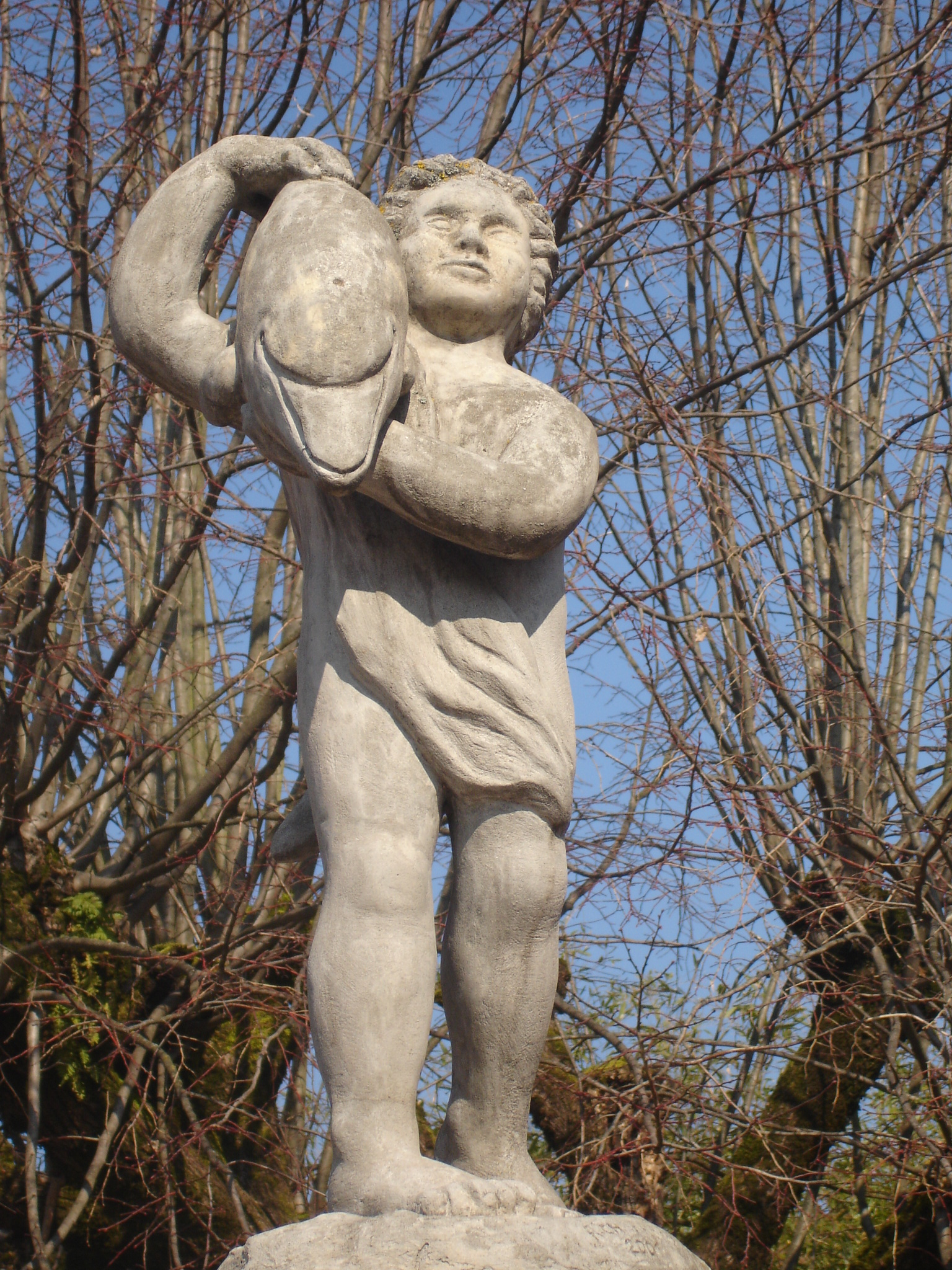
La fontaine avec l'enfant au poisson.
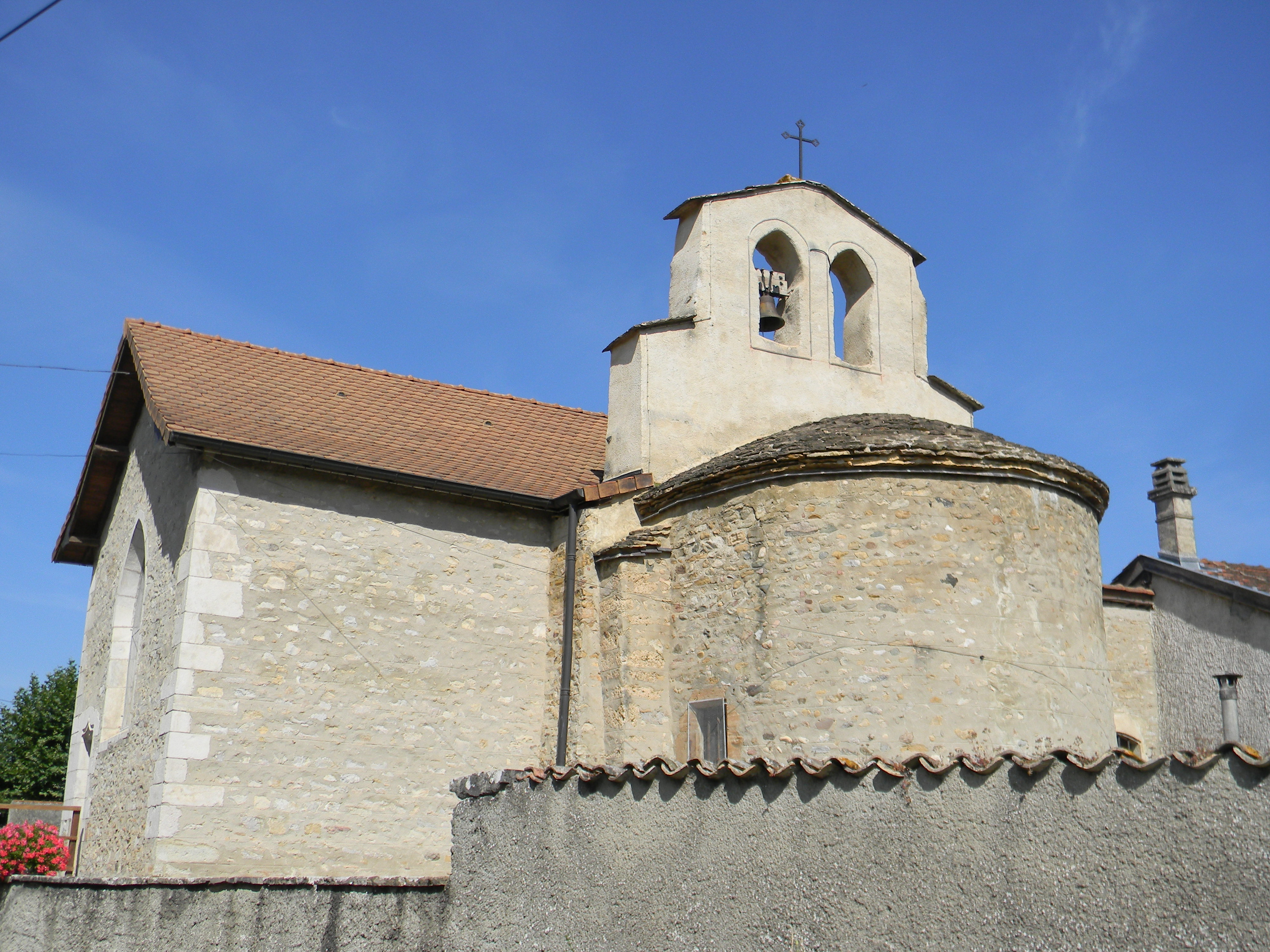
La chapelle de Mianges.
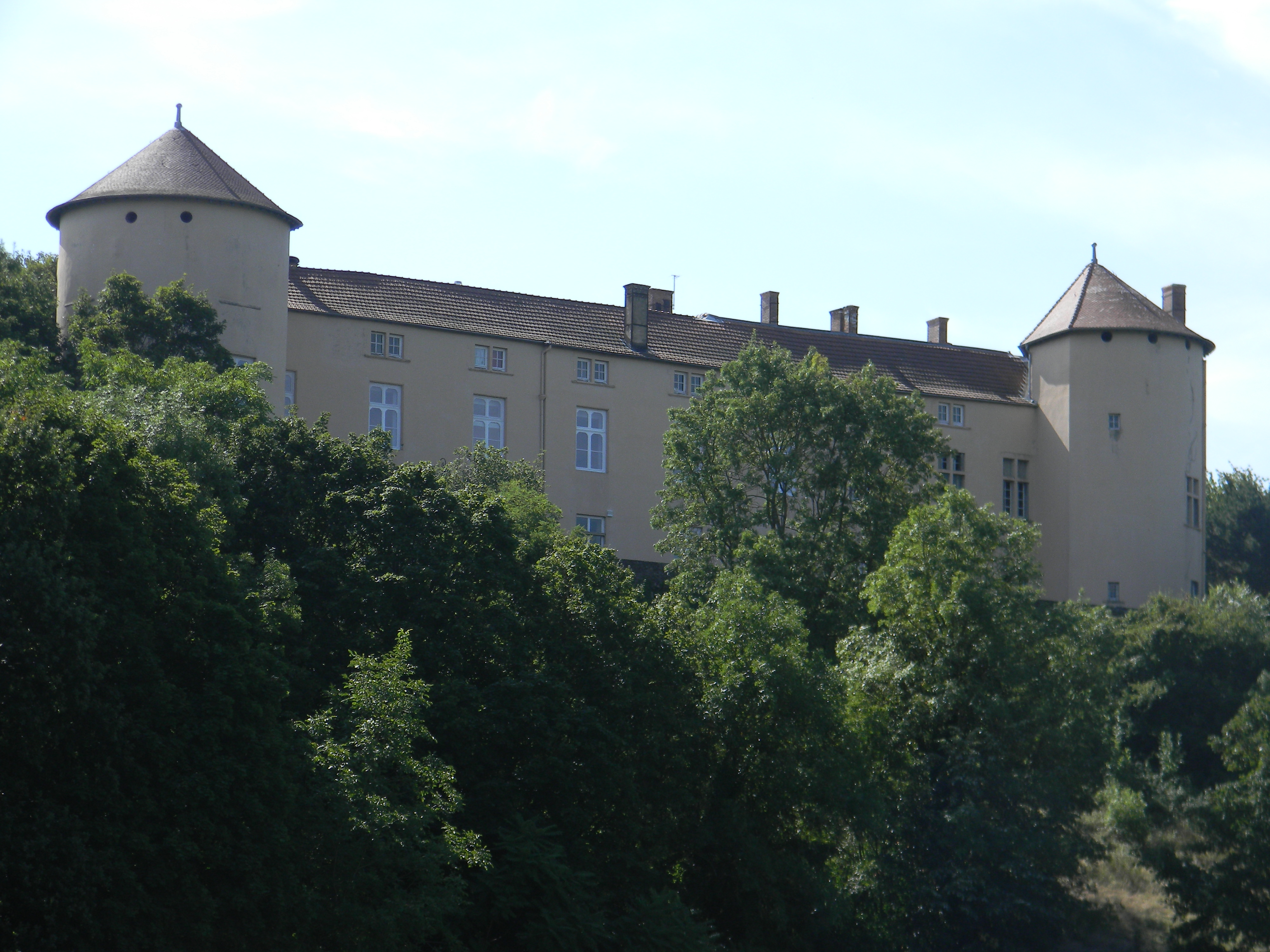
Le château Chamagnieu.

### Patrimoine naturel
- La vallée de la Bourbre

Elle a été aménagée pour la promenade à pied et en VTT et sert de jonction avec les circuits de balade du canton de Pont-de-Chéruy.
- Les rochers

Sous les roches calcaires de L'Isle-Crémieu, on trouve une roche granitique aux teintes de rouille et de vermillon dans des amas de roches rondes qui contrastent au printemps avec le jaune des nombreux genêts.

### Héraldique
| Blason de Chamagnieu | Les armoiries de Chamagnieu, adoptées le 14 avril 1989, se blasonnent ainsi : D'argent à la croix réduite de gueules, nouée en carré, cantonnée de quatre écussons: au 1er d'azur à trois fleurs de lis d'or, au 2e d'or au dauphin d'azur, barbé, crêté, oreillé et lorré de gueules, au 3e parti au I de gueules à la fasce losangée d'or et d'azur et au II de gueules à la bande losangée d'or et d'azur, au 4e d'azur au sautoir d'or; à la champagne réduite d'argent. |